# ZiŁ-157
ZiŁ-157 – radziecki wielozadaniowy wojskowy samochód ciężarowy. Następca samochodu ZiŁ-151. Pojazd produkowany był przez zakłady ZiŁ w latach 1958-1992, dwukrotnie przechodząc modernizację – w 1961 (oznaczenie ZiŁ-157K) i 1978 roku (ZiŁ-157KD). Łącznie wyprodukowanych zostało 797 934 egzemplarzy samochodu, którego głównym użytkownikiem była Armia Radziecka.
Pojazd produkowany był także w Chinach pod nazwą Jiefang CA-30.
Na podwoziu ZiŁ-a-157 produkowano ulepszony wariant opancerzonego transportera piechoty BTR-152 – BTR-152W.